# Saint-Julien-Molin-Molette
Saint-Julien-Molin-Molette är en kommun i departementet Loire i regionen Auvergne-Rhône-Alpes i centrala Frankrike. Kommunen ligger i kantonen Bourg-Argental som tillhör arrondissementet Saint-Étienne. År 2022 hade Saint-Julien-Molin-Molette 1 143 invånare.

## Befolkningsutveckling
Antalet invånare i kommunen Saint-Julien-Molin-Molette
| Referens: INSEE |